# Comuna Zankî, Radomîșl
Zankî (în ucraineană Заньківська сільська рада) este o comună în raionul Radomîșl, regiunea Jîtomîr, Ucraina, formată din satele Dorohun, Dubovîk, Hrîșkivka, Prîbutok, Tekleanivka și Zankî (reședința).

## Demografie
Componența lingvistică a comunei Zankî
     Ucraineană (98,58%)
     Rusă (1,42%)
Conform recensământului din 2001, majoritatea populației comunei Zankî era vorbitoare de ucraineană (98,58%), existând în minoritate și vorbitori de rusă (1,42%).